# Německá kolonie (Haifa)

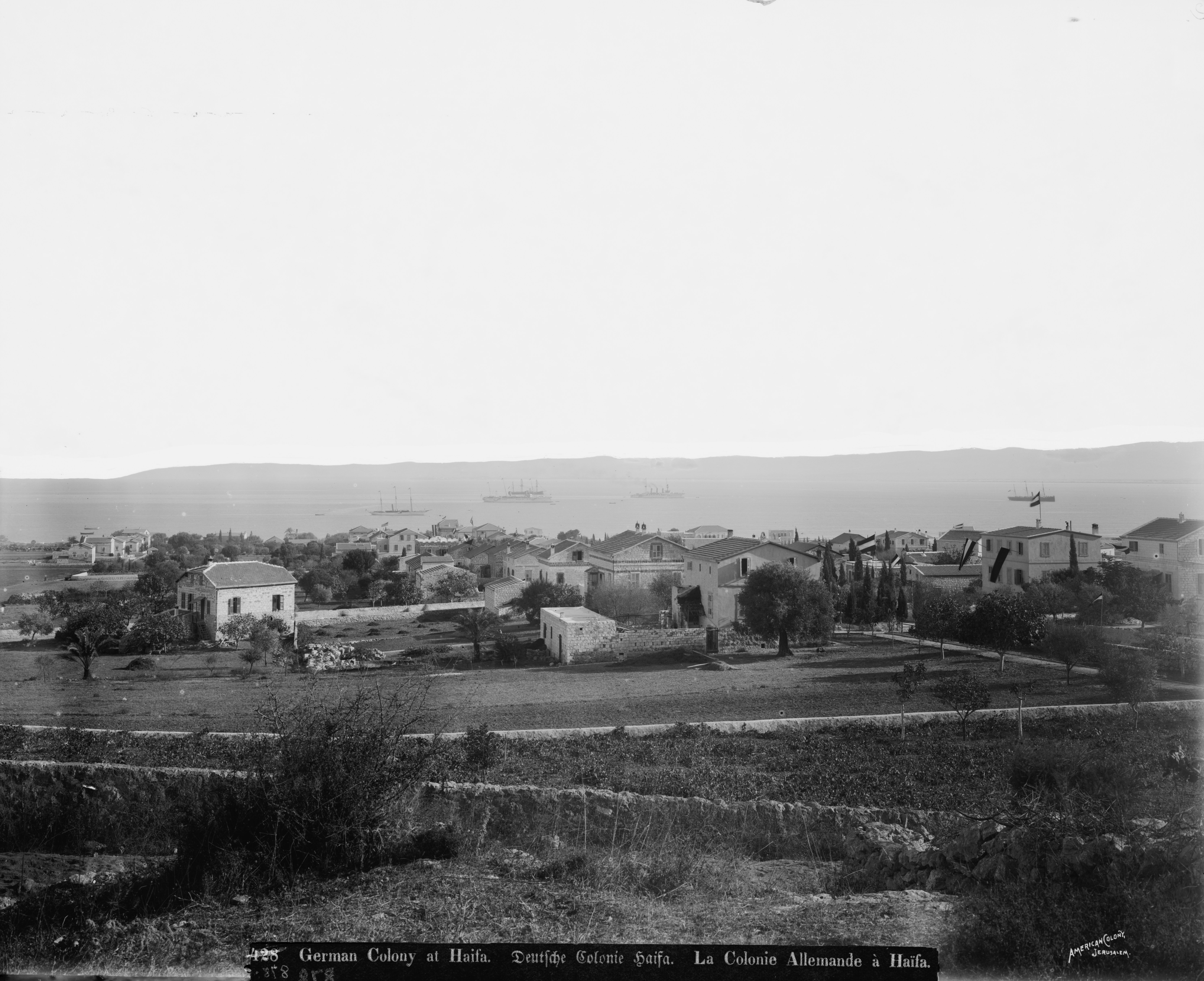
Archivní fotografie Německé kolonie u Haify

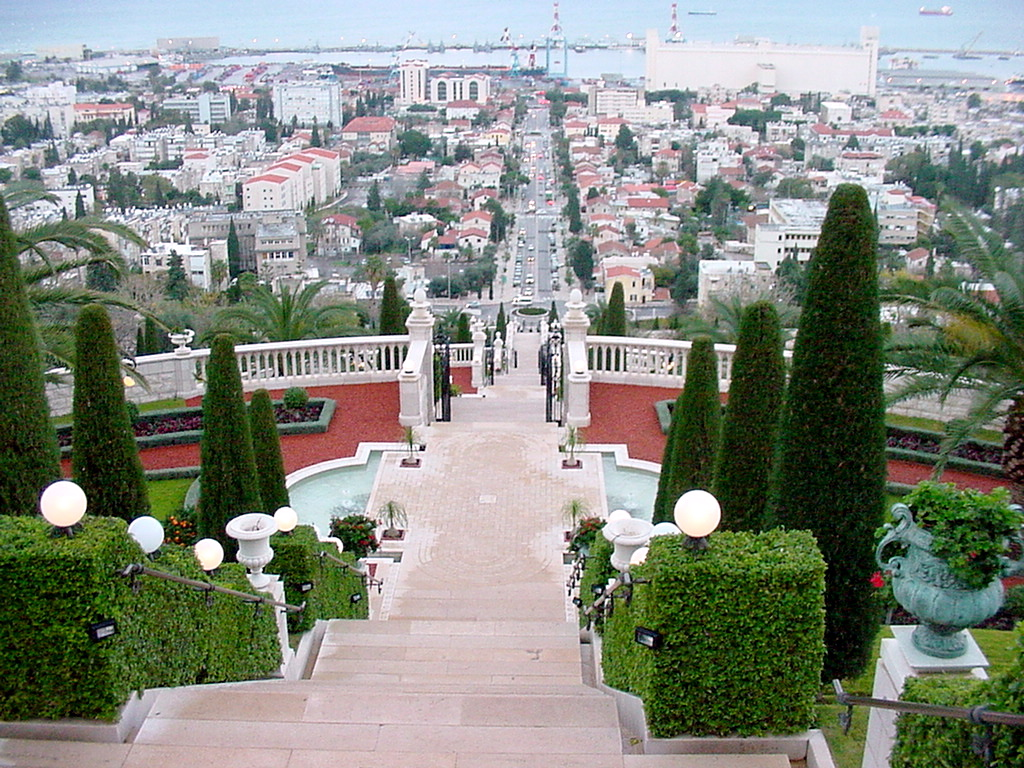
Současný pohled z bahaiských zahrad

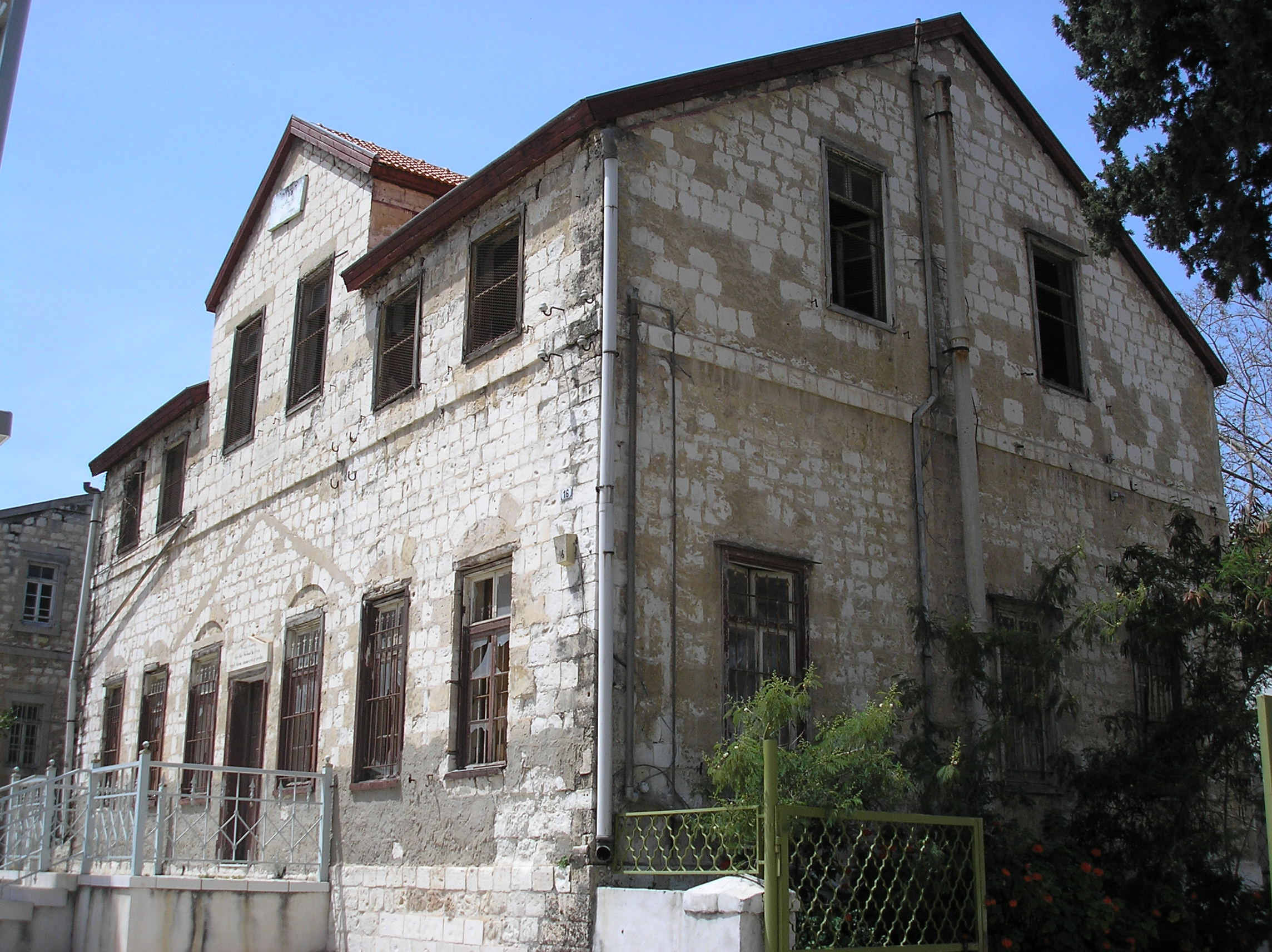
Jeden z původních domů

Německá kolonie (hebrejsky המושבה הגרמנית, Ha-mošava ha-germanit) byla založena v Haifě roku 1868 německými protestantskými templery. Byla to první z několika osad, které tato denominace založila ve Svaté zemi. Další byly Sarona nedaleko Jaffy, osady v Galileji a Jeruzalémě.

## Historie
Templerské hnutí vzniklo v jižním Německu v 19. století, část templerů se pod vedením Christoffa Hoffmana usadila ve Svaté zemi v eschatologických očekáváních.
Populace templerů mezi lety 1870 a 1914 oscilovala mezi třemi a čtyřmi sty. Šedesát z nich byli američtí občané, jejichž představený, Jacob Schumacher, sloužil jako americký konzulární zástupce pro Haifu a severní oblast.

Zemědělství se ukázalo jako problematické, často docházelo ke sporům s okolím. Templeři se proto raději více orientovali na průmysl a turistický ruch. Postavili hotely a založili továrnu na mýdlo z olivového oleje.

Prosperující Německá kolonie kontrastovala se svým okolím. Jediný doktor města žil právě zde, také stavební inženýr. Na konci osmanského období zde žilo asi 750 obyvatel ve 150 domech. Tato kolonie byla postavena jako první plánovaný urbanistický celek v tehdejší Palestině. Hlavní ulice vedla od severu k jihu (dnešní třída Ben Guriona). Na úpatí Karmelu byly vinice (dnešní centrum bahá'í). Obec byla postavena jako zahradní městečko s rodinnými domky, obklopenými zahradami a se stinnou álejí na hlavní ulici.

## Ovlivněnost nacismem
Už když na konci 1. světové války generál Allenby dobyl Palestinu na Osmanech, byli němečtí osadníci nepřátelský živel, neboť sloužili v německé armádě po boku Osmanů.

Roku 1937 bylo 34% templerů členy nacistické strany. Během Korunovačního dne v r. 1937 všechny templerské vesnice vyvěsily prapory se svastikou. Na začátku 2. světové války byli němečtí občané, spolu s italskými a maďarskými Brity internováni v internačních táborech, udělaných v Waldheimu a Galilejském Betlémě.  31. července 1941 bylo 661 templerů deportováno do Austrálie přes Egypt, zatímco 345 jich ještě zůstalo v Palestině. Tento zbytek byl deportován roku 1944.

## Rekonstrukce
V minulých letech byly některé původní domy zrestaurovány. Ty na třídě Ben Guriona teď slouží jako kavárny, butiky a restaurace, takže se stala bývalá kolonie centrem nočního haifského života.